# Amelia's Children
Pour plus de détails, voir Fiche technique et Distribution.
Amelia's Children est un film d'horreur portugais réalisé par Gabriel Abrantes, sorti en 2023.

## Synopsis
Un homme découvre qu'il a un frère jumeau et une mère. Lui et sa petite amie vont donc à leurs rencontres mais tout ne se passe pas comme prévu.

## Fiche technique
Sauf indication contraire, les informations mentionnées dans cette section peuvent être confirmées par les bases de données cinématographiques IMDb et Allociné,  présentes dans la section « Liens externes ».
- Titre original : A Semente do Mal
- Réalisation : Gabriel Abrantes
- Scénario : Gabriel Abrantes
- Musique : Gabriel Abrantes
- Décors : Paul Szabo
- Costumes : Joana Cardoso et Yara Jerónimo
- Photographie : Vasco Viana
- Son : Olivier Blanc et Ivan Neskov
- Montage : Margarida Lucas
- Production : Gabriel Abrantes et Margarida Lucas
- Sociétés de production : Artificial Humors
- Société de distribution : Goodfellas et Le Pacte
- Budget :
- Pays de production :  Portugal
- Langue originale : portugais et anglais
- Format :
- Genre : Horreur
- Durée : 91 minutes
- Déconseillé aux moins de 16 ans
- Dates de sortie :
  - Portugal :
    - 16 septembre 2023 (Lisbonne)
    - 18 janvier 2024 (en salles)

  - France : 31 janvier 2024

## Distribution
- Brigette Lundy-Paine (VF : Laetitia Coryn) : Riley
- Carloto Cotta (VF : Valentin Merlet) : Ed / Manuel / Artur
- Anabela Moreira (VF : Nathalie Homs) : Amélia âgée
- Alba Baptista : Amélia jeune
- Rita Blanco : madame Vieira
- Valdemar Santos : l'ami de madame Vieira
- Beatriz Maia : la fille de madame Vieira
- Sónia Balacó : avocate 1
- Ana Tang : avocate 2

## Sortie

### Accueil critique
En France, le site Allociné propose une moyenne de 3,2⁄5, d'après l'interprétation de 15 critiques de presse.

## Distinction
- Festival du film fantastique de Gérardmer 2024 : prix du jury[2],[3]